# Bahnstrecke Gessertshausen–Türkheim
| |                                                                               |                                                          |                                             |
| Streckennummer (DB): | 5340                                                                          |                                                          |                                             |
| Kursbuchstrecke (DB): | 984 404n (1946)                                                               |                                                          |                                             |
| Streckenlänge: | 42,7 km                                                                       |                                                          |                                             |
| Spurweite: | 1435 mm (Normalspur)                                                          |                                                          |                                             |
| Streckenklasse: | CE                                                                            |                                                          |                                             |
| Maximale Neigung: | 11,0 ‰                                                                        |                                                          |                                             |
| Minimaler Radius: | 190 m                                                                         |                                                          |                                             |
| Streckengeschwindigkeit: | 60 (Gessertshausen – Markt Wald) km/h 50 (Ettringen – Türkheim (Bay) Bf) km/h |                                                          |                                             |
| |                                                                               |                                                          |                                             |
| \| \| \| von Augsburg \| \| \| \| 0,000 \| Gessertshausen \| 476,3 m \| \| \| \| nach Ulm \| \| \| \| 0,405 \| Infrastrukturgrenze DB InfraGO/SWU Verkehr \| Infrastrukturgrenze DB InfraGO/SWU Verkehr \| \| \| 2,976 \| Margertshausen \| 484,9 m \| \| \| 5,100 \| Reitenbuch (ehem. Hst; Bbf geplant) \| Reitenbuch (ehem. Hst; Bbf geplant) \| \| \| 5,639 \| Holzverladestelle Reitenbuch (Anst) \| Holzverladestelle Reitenbuch (Anst) \| \| \| \| Fischach Nord (geplant) \| 491 m \| \| \| 7,952 \| Fischach (Schwab) \| 490,6 m \| \| \| \| Schmutter \| \| \| \| 8,800 \| Ladestelle Hauser Weinimport \| Ladestelle Hauser Weinimport \| \| \| \| Neufnach \| \| \| \| 10,374 \| Wollmetshofen \| 499,2 m \| \| \| 12,500 \| Langenneufnach Nord (geplant) \| 507 m \| \| \| 13,277 \| Langenneufnach \| 508,2 m \| \| \| \| Neufnach \| \| \| \| 16,430 \| Gumpenweiler \| Gumpenweiler \| \| \| 17,669 \| Walkertshofen \| 523,4 m \| \| \| 21,031 \| Reichertshofen (Schwab) \| 537,8 m \| \| \| 23,564 \| Mittelneufnach \| 549,9 m \| \| \| 25,774 \| Oberneufnach \| Oberneufnach \| \| \| 26,961 \| Markt Wald (Infrastrukturgrenze SWU Verkehr/BBG Stauden) \| 570,8 m \| \| \| 28,918 \| Schnerzhofen \| Schnerzhofen \| \| \| 29,500 \| Anschluss Militärdepot (nie fertiggestellt) \| Anschluss Militärdepot (nie fertiggestellt) \| \| \| \| Neufnach \| \| \| \| \| Anschluss Gebr. Lang Papierfabrik \| \| \| \| 34,141 \| Ettringen \| 579,9 m \| \| \| 39,667 \| Türkheim (Bay) Markt \| 598,2 m \| \| \| 41,761 \| Infrastrukturgrenze BBG Stauden/DB InfraGO \| Infrastrukturgrenze BBG Stauden/DB InfraGO \| \| \| \| von Buchloe \| \| \| \| 42,400 \| Türkheim (Bay) Bahnhof \| 605,6 m \| \| \| \| nach Memmingen \| \| \| \| \| nach Bad Wörishofen \| \| \| \| \| \| \| \| Quellen: [1][2][3] \| \| \| \| |                                                                               |                                                          |                                             |
| Strecke |                                                                               | von Augsburg                                             | von Augsburg                                |
| Bahnhof | 0,000                                                                         | Gessertshausen                                           | 476,3 m                                     |
| Abzweig geradeaus und nach rechts |                                                                               | nach Ulm                                                 | nach Ulm                                    |
| Wechsel des Eisenbahninfrastrukturunternehmens | 0,405                                                                         | Infrastrukturgrenze DB InfraGO/SWU Verkehr               | Infrastrukturgrenze DB InfraGO/SWU Verkehr  |
| Haltepunkt / Haltestelle | 2,976                                                                         | Margertshausen                                           | 484,9 m                                     |
| ehemaliger Dienststation / Betriebs- oder Güterbahnhof | 5,100                                                                         | Reitenbuch (ehem. Hst; Bbf geplant)                      | Reitenbuch (ehem. Hst; Bbf geplant)         |
| Blockstelle | 5,639                                                                         | Holzverladestelle Reitenbuch (Anst)                      | Holzverladestelle Reitenbuch (Anst)         |
| ehemaliger Haltepunkt / Haltestelle |                                                                               | Fischach Nord (geplant)                                  | 491 m                                       |
| Bahnhof | 7,952                                                                         | Fischach (Schwab)                                        | 490,6 m                                     |
| Brücke über Wasserlauf |                                                                               | Schmutter                                                | Schmutter                                   |
| ehemalige Blockstelle | 8,800                                                                         | Ladestelle Hauser Weinimport                             | Ladestelle Hauser Weinimport                |
| Brücke über Wasserlauf |                                                                               | Neufnach                                                 | Neufnach                                    |
| Haltepunkt / Haltestelle | 10,374                                                                        | Wollmetshofen                                            | 499,2 m                                     |
| ehemaliger Haltepunkt / Haltestelle | 12,500                                                                        | Langenneufnach Nord (geplant)                            | 507 m                                       |
| Bahnhof | 13,277                                                                        | Langenneufnach                                           | 508,2 m                                     |
| Brücke über Wasserlauf |                                                                               | Neufnach                                                 | Neufnach                                    |
| ehemaliger Haltepunkt / Haltestelle | 16,430                                                                        | Gumpenweiler                                             | Gumpenweiler                                |
| Haltepunkt / Haltestelle | 17,669                                                                        | Walkertshofen                                            | 523,4 m                                     |
| Haltepunkt / Haltestelle | 21,031                                                                        | Reichertshofen (Schwab)                                  | 537,8 m                                     |
| Haltepunkt / Haltestelle | 23,564                                                                        | Mittelneufnach                                           | 549,9 m                                     |
| Haltepunkt / Haltestelle | 25,774                                                                        | Oberneufnach                                             | Oberneufnach                                |
| Bahnhof | 26,961                                                                        | Markt Wald (Infrastrukturgrenze SWU Verkehr/BBG Stauden) | 570,8 m                                     |
| Haltepunkt / Haltestelle (Strecke außer Betrieb) | 28,918                                                                        | Schnerzhofen                                             | Schnerzhofen                                |
| Abzweig geradeaus und nach rechts (Strecke außer Betrieb) | 29,500                                                                        | Anschluss Militärdepot (nie fertiggestellt)              | Anschluss Militärdepot (nie fertiggestellt) |
| Brücke über Wasserlauf (Strecke außer Betrieb) |                                                                               | Neufnach                                                 | Neufnach                                    |
| Abzweig ehemals geradeaus und von links |                                                                               | Anschluss Gebr. Lang Papierfabrik                        | Anschluss Gebr. Lang Papierfabrik           |
| Bahnhof | 34,141                                                                        | Ettringen                                                | 579,9 m                                     |
| Haltepunkt / Haltestelle | 39,667                                                                        | Türkheim (Bay) Markt                                     | 598,2 m                                     |
| Wechsel des Eisenbahninfrastrukturunternehmens | 41,761                                                                        | Infrastrukturgrenze BBG Stauden/DB InfraGO               | Infrastrukturgrenze BBG Stauden/DB InfraGO  |
| Abzweig geradeaus und von links |                                                                               | von Buchloe                                              | von Buchloe                                 |
| Bahnhof | 42,400                                                                        | Türkheim (Bay) Bahnhof                                   | 605,6 m                                     |
| Abzweig geradeaus und nach rechts |                                                                               | nach Memmingen                                           | nach Memmingen                              |
| Strecke |                                                                               | nach Bad Wörishofen                                      | nach Bad Wörishofen                         |
| |                                                                               |                                                          |                                             |
| Quellen: |                                                                               |                                                          |                                             |

Die Bahnstrecke Gessertshausen–Türkheim ist eine Nebenbahn in Bayern. Sie verläuft von Gessertshausen über Markt Wald und Ettringen nach Türkheim. Die einst rund 42 Kilometer lange Strecke führt durch die im Naturpark Augsburg-Westliche Wälder gelegene Ausflugsregion Stauden und wird deswegen auch Staudenbahn genannt. Etwa zwei Drittel der Strecke befinden sich im Landkreis Augsburg, das andere Drittel im Landkreis Unterallgäu. Ein Teil der Strecke wurde in den 1980er und 1990er Jahren stillgelegt.

## Geschichte

### Planungen und erster Streckenabschnitt
Erste Bestrebungen für eine Schienenverbindung gab es von Ettringen, Türkheim und Fischach aus. Am 4. Juli 1891 befürwortete der Kirchheimer Brauereibesitzer Fahrschon im Wertach- und Mindelboten, dass er eine Verbindung für sinnvoll hielte. Erst 1908 wurde die Strecke Türkheim–Ettringen eröffnet. Obwohl 1897 die Strecke von Gessertshausen nach Fischach angestrebt wurde, war nach dem Bau des ersten Teilabschnittes die Sache für die Bahnverwaltung erledigt und ein festes Maschinenhaus wurde in Ettringen errichtet. Weitere Verhandlungen über eine weiterführende Streckenverbindung erwiesen sich als kompliziert. Im Oktober 1897 wurde der Gemeinde Fischach mitgeteilt, dass der Anschlussbahnhof Gessertshausen auf einem gut ausgebauten Straßenstück zu erreichen sei. Die Papierfabrik der Gebrüder Lang, die bis heute besteht, plante daher eine private Schmalspurbahn in Richtung Westerringen zum Anschluss an die Bahnstrecke Augsburg–Buchloe. Die Idee wurde wenig später fallengelassen. Nachdem das Fischacher Eisenbahnkomitee erkannte, dass eine Stichbahn nach Gessertshausen nicht durchzusetzen war, veränderten sie ihr Projekt. Das neue Bestreben war eine Zugverbindung von Gessertshausen über Markt Wald nach Ettringen. So hätte auch eine in Schnerzhofen bestehenden Holzfirma mit Werkstoffen beliefert werden können. Einige Gemeinden im Westen der geplanten Bahnverbindung schlugen einen Bahnanschluss in Mödishofen vor statt in Gessertshausen. Die Stadt Augsburg bot Unterstützung beim Bau an. Am 30. Juli 1909 erteilte die Lokalbahn Aktien-Gesellschaft (LAG) aus München die Erlaubnis für den Bau. Das Königreich Bayern stellte ein außerordentliches Budget zur Verfügung. Das Reichseisenbahnamt in Berlin hatte den Plan, auf der Strecke auch Militärzüge fahren zu lassen. Da es aber am notwendigen Geld fehlte, blieb es beim Bau einer Lokalbahn.

### Bau des zweiten Streckenabschnitts
Rund eineinhalb Jahre nach der gesetzlichen Genehmigung begannen die Bauarbeiten. Am 12. Oktober 1910 wurde die Teilstrecke Gessertshausen–Fischach fertiggestellt. Am 20. Dezember 1911 wurde die Verlängerung von Ettringen nach Markt Wald gebaut. Indessen wurde an dem noch fehlenden Teilstück Fischach–Markt Wald gebaut und konnte am 8. Februar 1912 eingeweiht werden. Am 11. Dezember 1912 fuhren die ersten Züge von Gessertshausen nach Türkheim. Fortan gab es die Stationen Türkheim Markt und Türkheim Bahnhof. Der Anschlussbahnhof Türkheim Bahnhof befindet sich rund 2,5 Kilometer vom Halt Türkheim Markt entfernt und bietet Verbindungen Richtung Buchloe, Mindelheim und Bad Wörishofen. Der Lokschuppen in Ettringen wurde abgerissen; dafür errichtete man ein Maschinenhaus und eine Lokstation in Markt Wald.

### Bis zum Zweiten Weltkrieg
Die erste Abfahrt in Richtung Türkheim fand fast eine Dreiviertelstunde früher statt als die nach Gessertshausen. Für Reisende, die von Ettringen nach Augsburg fahren wollten, fuhren die Züge über Türkheim und Buchloe bzw. über Gessertshausen etwa gleich lang. Beide brauchten rund 120 Minuten. 1919 musste der Verkehr für einige Zeit ruhen, da das Ruhrgebiet von Frankreich besetzt war und daher auch in Süddeutschland Kohleknappheit herrschte.

### Die Staudenbahn im Zweiten Weltkrieg

Zugewachsene Bahntrasse zum geplanten Militärdepot

1944 spitzte sich die Situation zu. In Augsburg waren wichtige Rüstungsbetriebe wie MAN und Messerschmitt tätig, so dass die Situation auch für das Umland nach dem Bombenangriff auf Augsburg Ende Februar 1944 immer bedrohlicher wurde. In den letzten Kriegsmonaten wurde eine Schottertrasse zu einem geplanten Militärdepot gebaut, eine Nutzung erfolgte allerdings nie.
Im März 1945 nahmen Tiefflieger eine Zuggarnitur unter Beschuss, die im Bahnhof Markt Wald stand. Ein Personenwagen wurde stark beschädigt. Menschen kamen nicht zu Schaden. Am 25. April 1945, nach dem Einmarsch US-amerikanischer Truppen in der Region, wagte ein Lokomotivführer eine Fahrt ohne Waggons von Gessertshausen nach Markt Wald und kam wohlbehalten an. Bis auf den oben genannten Vorfall war die Staudenbahn vom Krieg verschont worden. Am 19. Juli 1945 konnte ein bescheidener Zugverkehr wieder aufgenommen werden.

### Rückgang des Zugverkehrs
Ein starker Rückgang des Personenverkehrs war ab den 1960er Jahren zu verzeichnen. Das Jahr 1967 war das letzte Jahr, in dem noch auf der Strecke Dampflokomotiven fuhren. So benötigte ein Nahgüterzug von Gessertshausen nach Türkheim bis zu fünf Stunden. Der Personen- und Güterverkehr ging immer weiter zurück, sodass nur noch montags bis freitags Züge verkehrten. Die langen Fahrzeiten, unter anderem verursacht durch Langsamfahrstellen in Folge ungenügenden Streckenunterhalts führten dazu, dass die Personenzüge kaum noch genutzt wurden.
In den frühen 1980er Jahren setzte die Deutsche Bundesbahn auf der Staudenbahn vorübergehend ihre damals modernsten Dieseltriebwagen der Baureihe 627.1 ein, die im Bahnbetriebswerk Kempten stationiert waren. Ursächlich hierfür war ein gemeinsamer Umlaufplan mit anderen Strecken in der Region Augsburg. Das Nachrichtenmagazin Der Spiegel berichtete seinerzeit: „Die Deutsche Bundesbahn setzt lieber ihre neuesten Triebfahrzeuge in einem Wald, weit hinter Augsburg versteckt ein, anstatt sie auf gut frequentierten Strecken einzusetzen.“

### Teilstilllegung

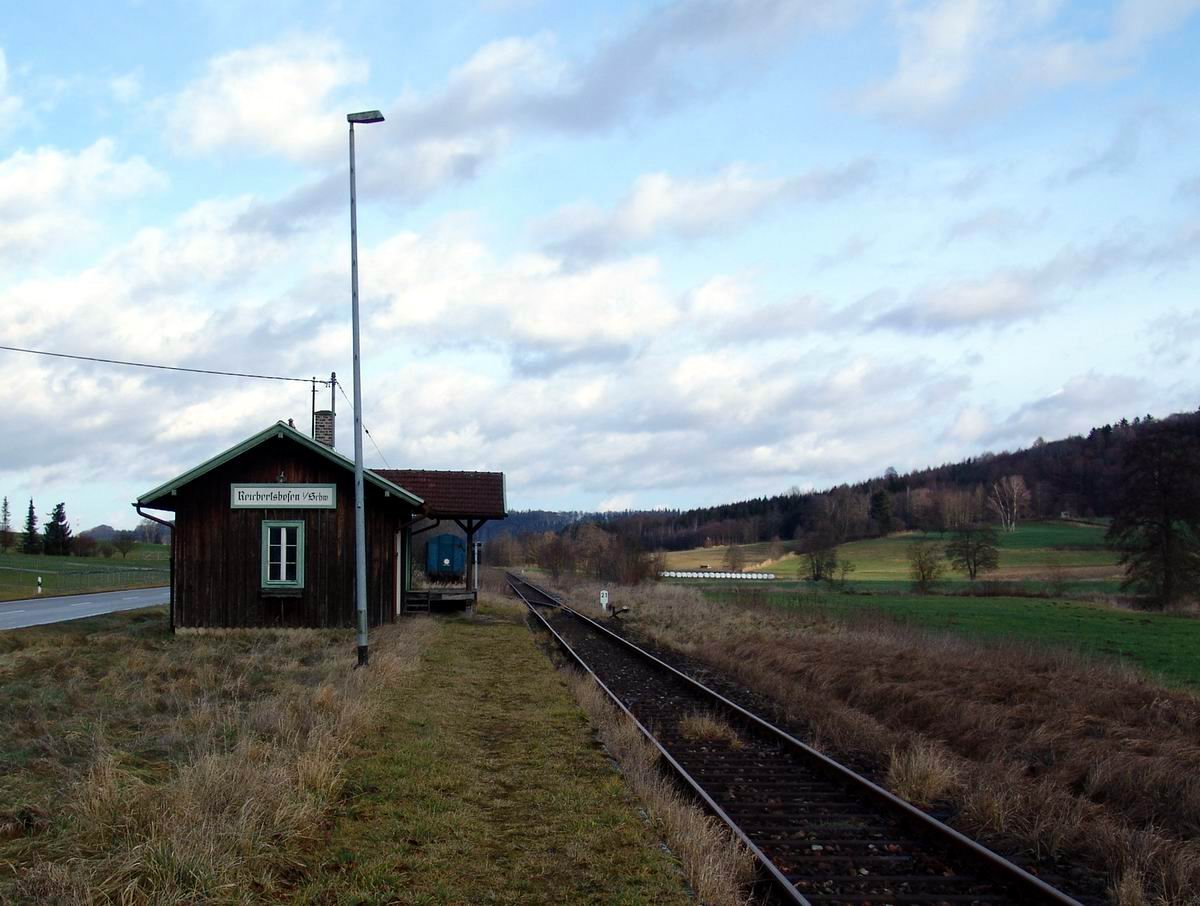
Haltepunkt Reichertshofen (Schwab)

1982 zwang der schlechte Oberbauzustand wegen verrotteter Holzschwellen auf dem Abschnitt Markt Wald–Ettringen (auf den übrigen Abschnitten waren in den 1970er Jahren gebrauchte Stahlschwellen von Hauptstrecken eingebaut worden) zu einer Beschränkung der Höchstgeschwindigkeit auf 30 km/h. Am 24. September gleichen Jahres wurde dieser Abschnitt für den Personenverkehr gesperrt, ehe er am 28. Mai 1983 wegen Unbefahrbarkeit für den Gesamtverkehr gesperrt – jedoch nicht stillgelegt – wurde. Der Personenverkehr zwischen Türkheim Bahnhof und Ettringen endete am 9. Januar 1987. Im Mai 1988 lösten auf dem verbliebenen Restabschnitt Gessertshausen–Markt Wald die abgewirtschafteten zweiachsigen Schienenbusse der Baureihen 796/996 die deutlich komfortableren, vierachsigen Akkutriebwagen der Baureihe 515 ab. Trotz Protesten wurde der Personenverkehr am 31. Mai 1991 eingestellt.
Der Güterverkehr wurde mit der Auflösung von Gütertarifpunkten zum 28. Mai 1995 eingeschränkt, was zur Aufgabe des Betriebs auf dem Abschnitt Fischach–Markt Wald zum 1. Mai 1996 führte. Der einzig verbliebene Bahnhof mit Güteraufkommen auf dem nördlichen Streckenabschnitt war somit Fischach. Hier empfing der Hauser Weinimport aus vierachsigen Kesselwagen bestehende Ganzzüge. Auf dem südlichen Abschnitt wurden weiterhin Türkheim (Bay) Markt und Ettringen angefahren.

### Wiederinbetriebnahme

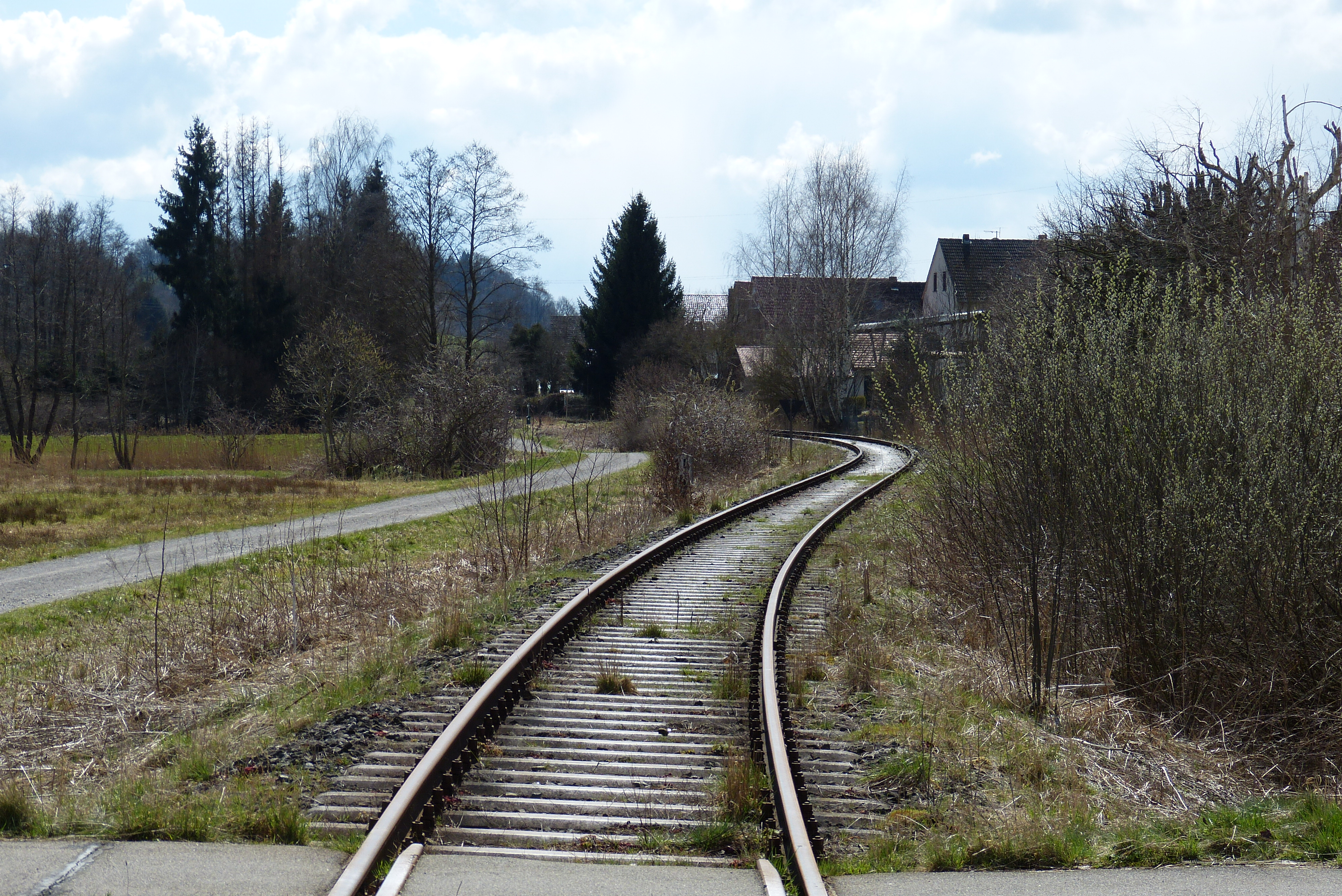
Die Staudenbahn bei Langenneufnach

Auf Teilen der Strecke wurde der Verkehr wieder aufgenommen.
| von            | nach           | in Betrieb ab |
| Gessertshausen | Langenneufnach | 28. Juli 2001 |
| Langenneufnach | Markt Wald     | 1. Mai 2003   |

### Gegenwart

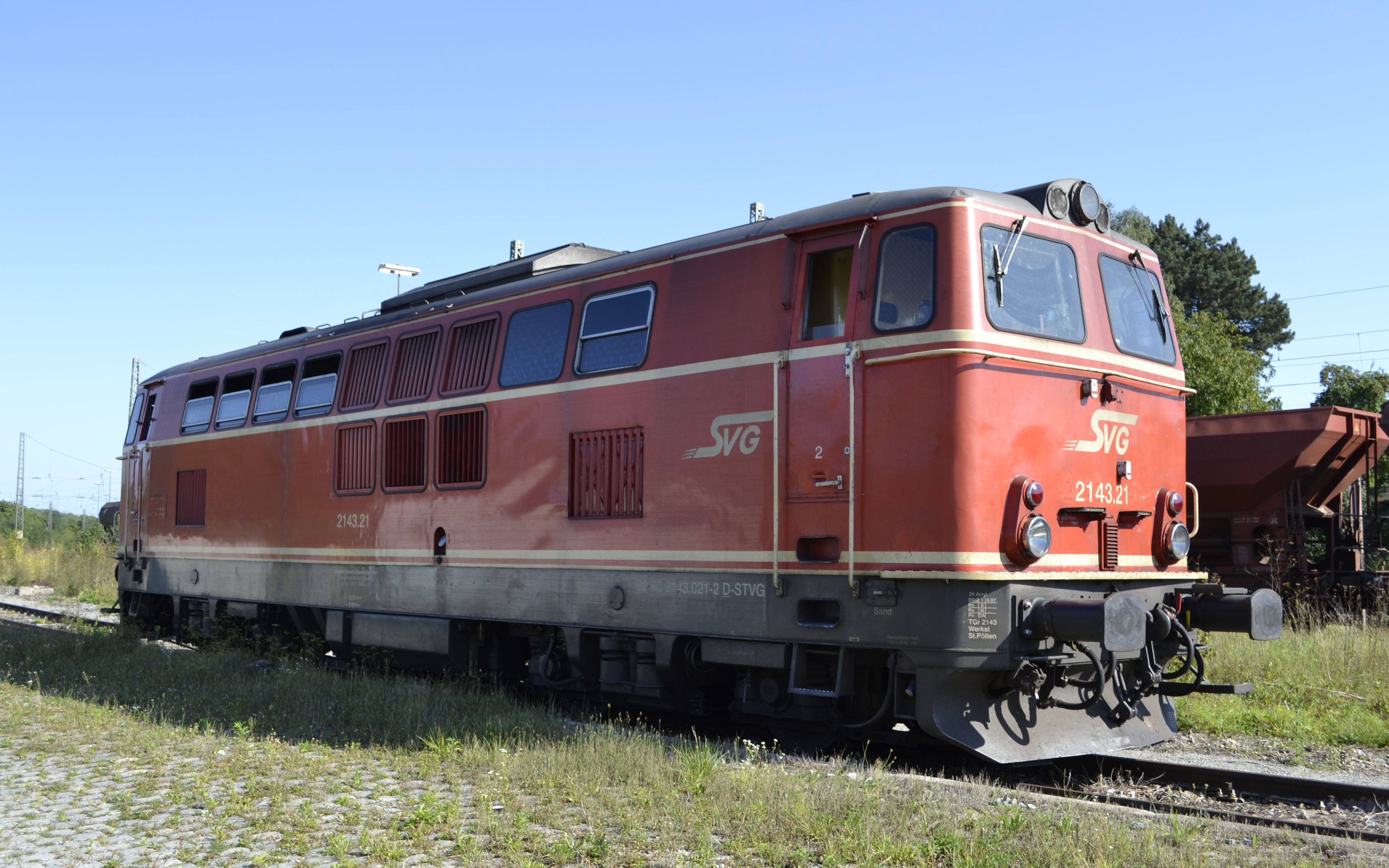
Diesellokomotive der Reihe 2143 der SVG

#### Südlicher Abschnitt Türkheim Bahnhof – Ettringen – Markt Wald
Der 7,1 Kilometer lange Abschnitt Markt Wald – Ettringen ist zurzeit wegen Unbefahrbarkeit gesperrt. Eine formale Stilllegung für diesen Abschnitt fand nie statt, weshalb eine Reaktivierung der durchgehenden Strecke jederzeit möglich ist. Das seit der Streckensperrung im Jahre 1983 stark zugewachsene Gleis ist zudem fast vollständig erhalten. Lediglich am Bahnübergang am ehemaligen Haltepunkt Schnerzhofen wurde das Gleis auf etwa 100 Meter entfernt und die Straße durchgehend asphaltiert. Außerdem fehlt am Anschluss der Gebr. Lang Papierfabrik eine Weiche zum Streckengleis aus Richtung Markt Wald/Gessertshausen. Die Teilstrecke Gessertshausen – Markt Wald kaufte der Staudenbahn-Schienenweg-Trägerverein e. V. der Deutschen Bahn im Jahr 2000 ab und übertrug den Betrieb auf das im gleichen Jahr gegründete Eisenbahninfrastrukturunternehmen Bahnbetriebsgesellschaft Stauden (BBG).
Der Abschnitt von Türkheim nach Ettringen wird durch die DB Cargo befahren, die eine Papierfabrik der zur UPM-Kymmene gehörenden UPM Ettringen bedient. Diese verfügt über einen am 24. Januar 2000 eingeweihten Gleisanschluss nördlich des Bahnhofs Ettringen, mit dem der zuvor praktizierte Umschlag im Bahnhof abgelöst wurde. Der Südabschnitt zwischen Markt Wald und Türkheim befindet sich seit dem 2. März 2004 im Eigentum der BBG. Anfang Dezember 2018 hat der Kreistag des Landkreises Unterallgäu beschlossen sich für die Reaktivierung dieses Abschnitts einzusetzen. Dieser Beschluss ermöglicht die Erstellung eines Gutachtens durch die Bayerische Eisenbahngesellschaft. Der Landkreis Unterallgäu beauftragte ein Gutachten zu einem Fahrplankonzept und einer Fahrgastprognose für eine Reaktivierung des Abschnitts zwischen Langenneufnach und Türkheim Bahnhof. Die Ergebnisse des Gutachtens sollten ursprünglich bis Mitte 2024 vorliegen. Ende 2024 erwartete der Landkreis die Fertigstellung des Gutachten im März oder April 2025. Mit Stand 26. Juli 2025 wurde das Gutachten allerdings noch nicht veröffentlicht.
In einem Praxisprojekt der Staatlichen Berufsschule Mindelheim wurde 2025 im dritten Jahr auf einem Abschnitt zwischen Markt Wald und Ettringen ein Freischnitt des Gleises durchgeführt.

#### Nördlicher Abschnitt Gessertshausen–Markt Wald
Der Schienenverkehr im nördlichen Abschnitt Gessertshausen–Markt Wald wird vom Eisenbahnverkehrsunternehmen Stauden-Verkehrs-GmbH (SVG) durchgeführt, das deutschlandweit im Güter- und im regionalen Ausflugsverkehr aktiv ist. Zwischen Margertshausen und Fischach befindet sich ein Güterbahnhof für die Holzverladung, der am 24. August 2003 eröffnet wurde, nachdem das Verladegleis am Fischacher Bahnhof an seine Kapazitätsgrenze gestoßen war. Der Holzverladebahnhof wurde auch genutzt, um für den Ausbau der Bundesautobahn 8 in Zusmarshausen Baumaterial anzuliefern. Von 2012 bis 2014 wurden in den Monaten Juli und August insgesamt 60 000 Tonnen umgeschlagen.
Die Fahrzeuge der SVG sind heute auf dem Gelände des ehemaligen Bahnbetriebswerks Augsburg untergebracht. Früher waren sie im Gleisbauhof Augsburg beheimatet.
Am 1. Mai 2005 wurde die neue Brücke über die Neufnach in Langenneufnach eingeweiht. Einige Jahre lang führte die SVG in den Monaten Mai bis Oktober an jedem zweiten Sonntag zwischen Augsburg Hauptbahnhof und Markt Wald einen Ausflugsverkehr mit zwei Zugpaaren durch. Zunächst wurde der Betrieb mit einer von der Deutsche Bahn Gleisbau, heute DB Bahnbau Gruppe Augsburg ausgeliehenen Baureihe 212 durchgeführt. Regulär wurden dann ursprünglich hier die ÖBB 5081 Dieseltriebwagen mit einem ehemaligen zweiachsigen ÖBB Fahrrad-Güterwagen eingesetzt. Später kamen hierbei drei Diesellokomotiven der ÖBB-Baureihe 2143 mit einer Zwei-Wagen-Garnitur der Wiener S-Bahn (mit Zwischenwagen der Baureihe 7130) und einem Gepäckwagen für die Fahrradmitnahme zum Einsatz. Bis 2007 wurde auch ein Speisewagen mitgeführt. Allerdings war der Ausflugsverkehr zwei Jahre unterbrochen, da die Schmutterbrücke in Fischach saniert wurde. Anfang Mai 2011 konnte er wieder aufgenommen werden.
Später bestanden die Ausflugszüge aus drei von den ÖBB übernommenen vierachsigen Schlierenwagen und einem vierachsigen Flachwagen für die Fahrräder. Gezogen wurde diese Garnitur – je nach Verfügbarkeit – von der V 126 der Bayerischen Oberlandbahn oder von der der SVG zur Verfügung gestellten „V 65-12“. Es handelt sich hier um die ehemalige Lokomotive der Tegernseebahn vom Typ MaK 650 D, nicht um die V 65 012 der Deutschen Bundesbahn, die dem Typ MaK 600 D entsprach. Gelegentlich kam auch eine Dampflokomotive der Gattung Preußische P 8 zum Einsatz. Inzwischen besitzt die SVG eine eigene Diesellok der Baureihe V 10020 bzw. 212 von 1963.
Im Jahr 2014 erfuhr die Staudenbahn einen Schritt in Richtung Reaktivierung des regulären Personenverkehrs. Dank mehrerer Ehrenamtlicher wird seit 2015 an Samstagen ein 3-Stunden-Takt (vorher ein 2-Stunden-Takt Augsburg–Langenneufnach jetzt Augsburg–Markt Wald) angeboten. Zusätzlich verkehren Ausflugszüge an ausgewählten Sonn- und Feiertagen von Mai bis Oktober. Im Dezember 2016 sowie 2017 wurde ein zusätzlicher 3-Stunden-Takt anlässlich des Augsburger Weihnachtsmarkts angeboten. Wegen der guten Nachfrage des damaligen 2-Stunden-Taktes (von Augsburg–Langenneufnach) wurde dieser Taktverkehr auch noch im August, September und Oktober 2014 weitergeführt. Seit August 2014 gab es auch Spätzüge für die Besucher des Augsburger Plärrers sowie des Oktoberfestes in München. Zum Einsatz kommt eine Garnitur der SVG, bestehend aus dem NE 81-Triebwagen VT 02/VT 08 samt zugehörigem Steuerwagen VS 30. Der Triebwagen wird sowohl im Personenverkehr, als auch im Güterverkehr und für Rangierfahrten eingesetzt. Der Steuerwagen wird nur bei Bedarf, meist bei erhöhter Fahrradmitnahme eingesetzt.

### Pläne zur Reaktivierung des Personenverkehrs
Im Jahre 2004 gab es Veröffentlichungen, die im Rahmen der Realisierung des Regio-Schienen-Taktes Augsburg die Einrichtung einer Linie vom Augsburger Hauptbahnhof zum neu zu bauenden Haltepunkt Langenneufnach Süd vorschlugen. Diese würde die kaum genutzte Bahnstrecke wiederbeleben. Ferner sollte die Strecke weiter bis Türkheim reaktiviert werden, so dass die Haltepunkte Schnerzhofen und Ettringen wieder bedient werden könnten.
Bis zum Jahr 2018 waren die Bestrebungen, den zugewachsenen und baufälligen Abschnitt von Markt Wald nach Schnerzhofen wiederzubeleben, nicht erfolgreich. Eine geplante Wiedereröffnung im August 2010 bis zum Schnerzhofer Weiher in Kombination mit einem Draisinen-Verkehr ab da bis nach Ettringen fand nicht statt. Für den Unterhalt und Betrieb der Draisinenstrecke hatten sich vier Investoren gefunden, denen damals der Abschnitt Ettringen – Schnerzhofen verpachtet wurde. Das Genehmigungsverfahren für die Draisinenstrecke stand 2010 noch aus.
Im Jahre 2011 wurde mit der Aufnahme eines Personenverkehrs im Taktfahrplan von Augsburg nach Langenneufnach Süd nicht vor 2019 gerechnet. In einer Machbarkeitsstudie wurden die erforderlichen Investitionskosten auf 14 bis 18 Millionen Euro geschätzt. In einer Prognose der Bayerischen Eisenbahngesellschaft (BEG) wurden der Strecke Gessertshausen–Langenneufnach im September 2013 bei einer Reaktivierung 1.170 Fahrgäste täglich vorhergesagt. Damit wurde der Grenzwert von 1000 Fahrgästen täglich übertroffen, so dass eine Reaktivierung von Seiten der bayerischen Staatsregierung geprüft wurde. Damit im Zusammenhang mussten noch Fragen zur Finanzierung der Infrastruktur durch die Anliegergemeinden als Besitzer der Bahnstrecke geklärt werden.
Anfang Juli 2015 wurde die Linie Augsburg – Gessertshausen – Langenneufnach mit in die Ausschreibung der Augsburger Netze aufgenommen. In der Pressemitteilung der BEG von Ende Dezember 2017 ist diese Strecke im Rahmen des Loses 2 der Augsburger Netze enthalten. Dieser Regelbetrieb sollte im Dezember 2021 starten, musste wegen Lieferengpässen für die Fahrzeuge und der fehlenden Einredefreiheit der Bestellgarantie des Landes Bayern bereits mehrmals auf zunächst Dezember 2024 verschoben werden.
Ende 2019 begannen Gespräche zwischen dem Landratsamt Augsburg sowie den Anrainerkommunen und den Stadtwerken Ulm/Neu-Ulm zur Umsetzung des Reaktivierungsvorhabens. Nachdem sich dabei der Bedarf von Fördermitteln herausstellte, wurde bis Anfang April 2022 ein Nutzen-Kosten-Verhältnis von 1,1 bei einer Elektrifizierung festgestellt. Der Kreistag befürwortete das Projekt. Die Stadtwerke Ulm/Neu-Ulm schlossen bis August 2023 eine Kooperationsvereinbarung mit dem Landratsamt Augsburg sowie mit der Bahnbetriebsgesellschaft Stauden als bisheriger Streckenbetreiber und dem Staudenbahn-Schienenweg-Trägerverein als Streckeneigentümer eine Übernahme- und eine Pachtvereinbarung ab. In dieser Vereinbarung wurde festgelegt, dass die Stadtwerke Ulm/Neu-Ulm ab dem 1. September 2023 den Infrastrukturbetrieb des nördlichen Streckenteils bis Markt Wald übernehmen. Es ist geplant, den täglichen Personenverkehr zwischen Gessertshausen und Langenneufnach wieder aufzunehmen. Beabsichtigt ist ein täglicher Betrieb zwischen 5 Uhr morgens bis Mitternacht. Davon sollen mehr als 80 Prozent der Züge direkt zwischen Langenneufnach und Augsburg verkehren. Durch die Stadtwerke Ulm/Neu-Ulm wurde daher für diesen Abschnitt die Entwurfsplanung die Leistungsphasen 1–4 vergeben und aufgenommen. Im Winter 2023/2024 wurde Baugrunduntersuchungen zwischen Gessertshausen und Langenneufnach durchgeführt.
Im September 2024 waren die Planungen zu fast 70 Prozent abgeschlossen. Die SWU rechneten zum Stand Dezember 2024 mit der Einreichung des Planfeststellungsantrags im März 2025, mit dem Planfeststellungsbeschluss 12 bis 15 Monate später, mit dem Baubeginn im Spätherbst 2026 und der Inbetriebnahme Ende 2027. Mit Stand 16. Mai 2025 war die Einreichung des Planfeststellungsantrags allerdings noch nicht erfolgt. Stattdessen dauerten die Abstimmungen zum Ausbau der Haltepunkte noch an.
Die Pläne sehen zwischen Gessertshausen und Langenneufnach eine Elektrifizierung, eine Erhöhung der Streckenhöchstgeschwindigkeit auf stellenweise bis zu 140 km/h, den Neubau eines Digitalen Stellwerks mit der Installation neuer Leit- und Sicherungstechnik, den Rückbau oder eine technische Sicherung aller Bahnübergänge, der Errichtung neuer Haltepunkte Fischach Nord und Langenneufnach Nord, den barrierefreien Bau von Bahnsteigen mit Längen von 155, optional 170 m und Bahnsteighöhen von 76 cm an allen Stationen, den Ausbau des Bahnhofs Fischach (Schwab) für planmäßige Zugkreuzungen und mit einem Mittelbahnsteig, den Neubau eines Betriebsbahnhofs Fischach-Reitenbuch an Stelle der Verladestelle Reitenbuch für Abstellungen, verlegte Kreuzungen und Umsetzen von Triebfahrzeugen von Güterzügen sowie eine Flusskorrektur der Neufnach bei Langenneufnach auf eine Länge von rund 100 m. Beabsichtigt ist zudem der Bau eines Stumpfgleises in Gessertshausen im Bereich der heutigen Bushaltestelle und die Verkleinerung des dortigen Pendlerparkplatzes. Die Kosten in Höhe von etwa 40 Millionen Euro sollen zu mindestens 90 Prozent vom Bund aus Mitteln nach dem Gemeindeverkehrsfinanzierungsgesetz (GVFG) gefördert werden. Eine Zusage der Mittel steht (Stand September 2024) allerdings noch aus. Neben den genannten Kosten für die Strecke fallen noch weitere Kosten an, die von den Gemeinden getragen werden müssen, wie etwa der Neubau der Haltepunkte. So soll etwa in Margertshausen ein Pendlerparkplatz mit einer überdachten Abstellmöglichkeit für Fahrräder gebaut werden.

## Güterverkehr
Aktuelle Güterkunden:
- Von der Bahnstrecke Augsburg–Ulm ankommende Güterwagen werden auf dem Gleisanschluss der ehemaligen Firma „Molfenter J. A. GmbH & Co. Ind. Hobelwerk“ in Gessertshausen bereitgestellt. Des Weiteren werden in den ehemaligen Hallen des Hobelwerkes Fahrzeuge von SVG-Kunden wie der Bombardier Transportation untergebracht – Bombardier nutzt die Staudenbahn für Testfahrten ihrer Diesellokomotiven. So fuhren u. a. Prototypen vor der Serienfertigung, wie zum Beispiel die Baureihe 245 (TRAXX P160 DE ME) der Deutschen Bahn, oder auch Serienfahrzeuge vor Auslieferung, wie z. B. die Baureihe 76 (Bombardier TRAXX F140 DE) der französischen Staatsbahnen SNCF, zu Erprobungs- und Testfahrten auf der Strecke.[5]
- Für den Umschlag einer Holzfirma wurde zwischen Margertshausen und Fischach ein Holzverladegleis errichtet.

Ehemalige Güterkunden:
- In Gumpenweiler befindet sich ein aufgelassener Haltepunkt und ein stillgelegtes Sägewerk, dessen Gleisanschluss die Bundeswehr für die Abstellung des Prototypzuges ihres Krankentransportzuges nutzte. Die Wagen kamen jedoch nie zum Einsatz, erhielten aber regelmäßig eine bundeswehrinterne Revision in Norddeutschland. Heute ist der Gleisanschluss abgebaut. Lediglich die Gleise im Gelände liegen noch.[5]
- Viele Jahre nach der Einstellung des Güterverkehrs stellte die DB Hunderte von ausgemusterten gedeckten Güterwagen auf der Strecke bei Reichertshofen ab, weil diese aus Konkurrenzgründen einen Weiterverkauf an private Bahngesellschaften untersagte und die Wagen stattdessen anschließend verschrotten ließ.[5]
- Zwischen Fischach und Wollmetshofen befindet sich auf freier Strecke die Ladestelle der Firma Hauser Weinimport, an der Wein aus Italien aus Kesselwagen entladen wurde.[5] 2018 war die Ladestelle wieder aufgelassen und die Anlieferung auf Lastkraftwagen umgestellt.[39] In einem Bebauungsplan hat die Firma Hauser Weinimport ein eigenes Anschlussgleis vorgesehen.[40]

## Medien
- Video-DVD: Die Staudenbahn – Ein spannendes Kapitel bayerischer Bahngeschichte, Autorenverband Elmar Kretz, Klaus Böhme und Stefan Mühler und Foto Optik Mayer, 2013/2014.